# 格拉納達地鐵
格拉納達地鐵（西班牙語：Metro de Granada）是西班牙格拉納達一條輕便鐵路系統。系統橫跨格拉納達以及鄰近城鎮阿爾沃洛特、馬拉塞納以及阿爾米利亞，在格拉納達中央部分地下化，並在其他地區有地上路段。路線在2017年9月21日啟用並設有26個車站，其中3個位於格拉納達中央部分的車站是地下車站。
路線的興建始於2007年。地鐵原先預計在2012年通車，到了2011年5月路線已經完成73%。然而，受到2008-2013年西班牙金融危機影響，資金嚴重不足，5.02億歐元當中只有2.5億歐元可以提供。2012年，餘下的資金由歐洲投資銀行透過2.6億歐元貸款提供，預定在2014年初完工。不過，進一步的延誤導致進一步資金短缺，在2014年7月1日才解決。
地鐵最後在2017年9月21日通車。

## 外部連結
维基共享资源上的相關多媒體資源：格拉納達地鐵
- Granada metro website （页面存档备份，存于）
- Granada metro map on Google Maps
- First line route, Urbanrail.net （页面存档备份，存于）